# Spiez-Frutigen-Bahn

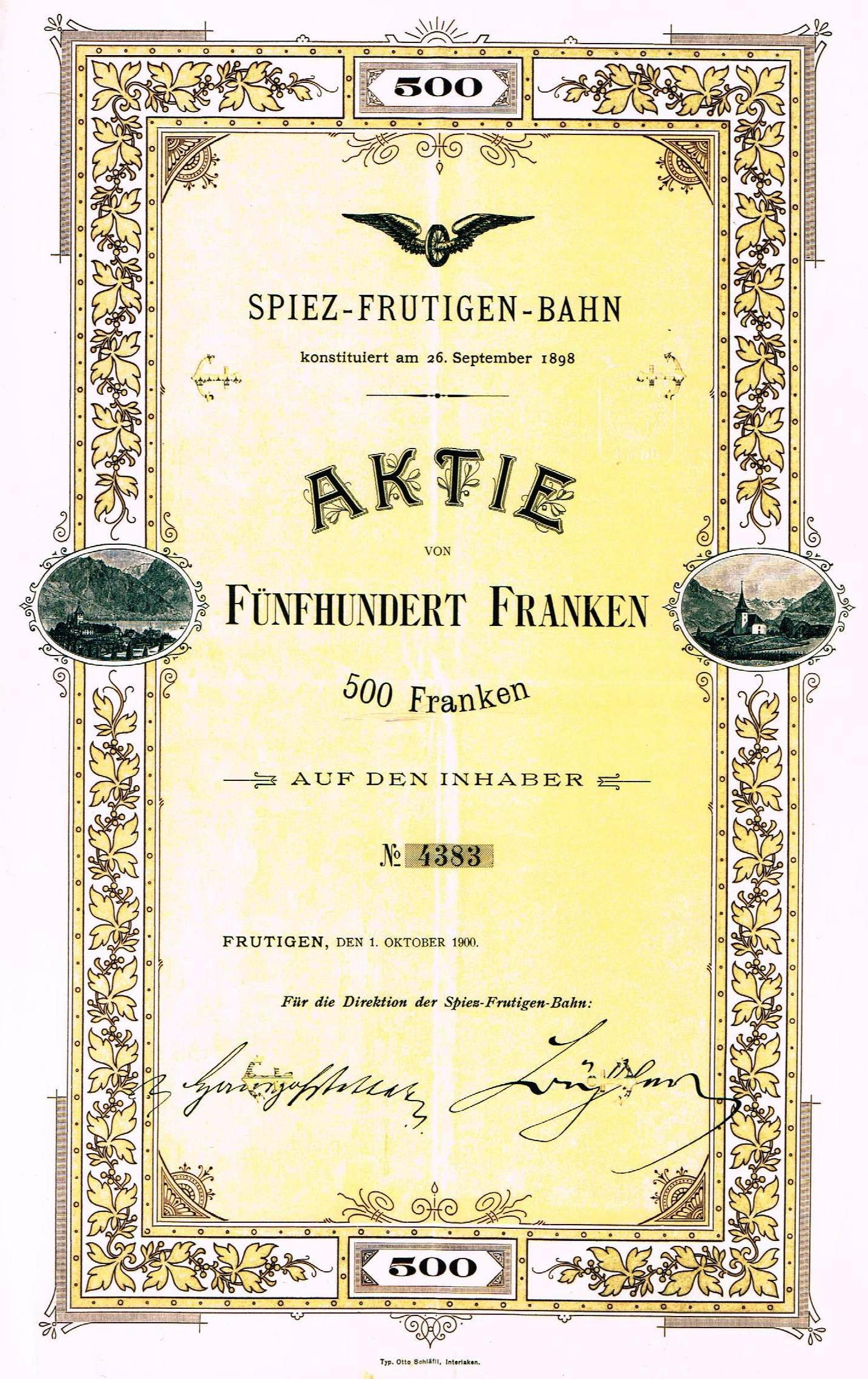
Aktie über 500 Franken der Spiez-Frutigen-Bahn vom 1. Oktober 1900

Luftaufnahme Bahnhof Spiez (1919)

Die Spiez-Frutigen-Bahn war eine schweizerische Eisenbahngesellschaft. Sie baute und betrieb die Strecke von Spiez nach Frutigen im Kandertal.
Die Konzession für die Strecke Spiez–Frutigen wurde am 27. Juni 1890 von der Bundesversammlung bewilligt mit dem Vorbehalt, dass sie als Abschnitt der  später zu vervollständigenden Strecke von Bern aus nach Süden über den Lötschberg und den Simplon zu betrachten ist und dass die Spiez-Frutigen-Bahn später in der Bern-Lötschberg-Simplon-Bahn (BLS) aufgeht.
Mitte Juni 1899 wurde mit dem Bau des Hondrichtunnels begonnen. Am 24. Juli 1901 wurde die Linie eröffnet.  Sie ging am 1. Januar 1907 in den Besitz der Bern–Lötschberg–Simplon-Bahn  über.

## Betrieb
Mit der Thunerseebahn (TSB) wurde ein Betriebsvertrag abgeschlossen, nach dem das Rollmaterial auch den Bedürfnissen der TSB entsprechen musste. Ebenfalls war von Anfang an aus wirtschaftlichen Gründen ein Zugsdurchlauf auf die Spiez-Erlenbach-Bahn (SEB) geplant. Daraus ergab sich, dass das Rollmaterial für die eigene Stichstrecke überdimensioniert war.

## Rollmaterial
Ende 1906 besass die SFB folgende Fahrzeuge:
- 2 Dampflokomotiven der Bauart Ec 4/5 (1901)
- 7 Personenwagen
  - 1 B (2-achsig 1905)
  - 4 BC (2-achsig 1901)
  - 2 C (2-achsig ab 1905)
- 1 Gepäckwagen (1901)
- 28 Güterwagen
  - 22 gedeckte Güterwagen (8 G, 14 K (1899))
  - 6 offene Güterwagen (6 L (1899))

Der hohe Güterwagenbestand leitet sich daraus ab, dass für den Beitritt zum schweizerischen Güterwagenverband je Betriebskilometer vier Güterwagen zu stellen waren. Im Fall der SFB wurde deswegen die beizustellende Anzahl Wagen auf 29 festgelegt. Bei dieser Zahl durften die Gepäckwagen mitgerechnet werden.